# شناسایی طعمه

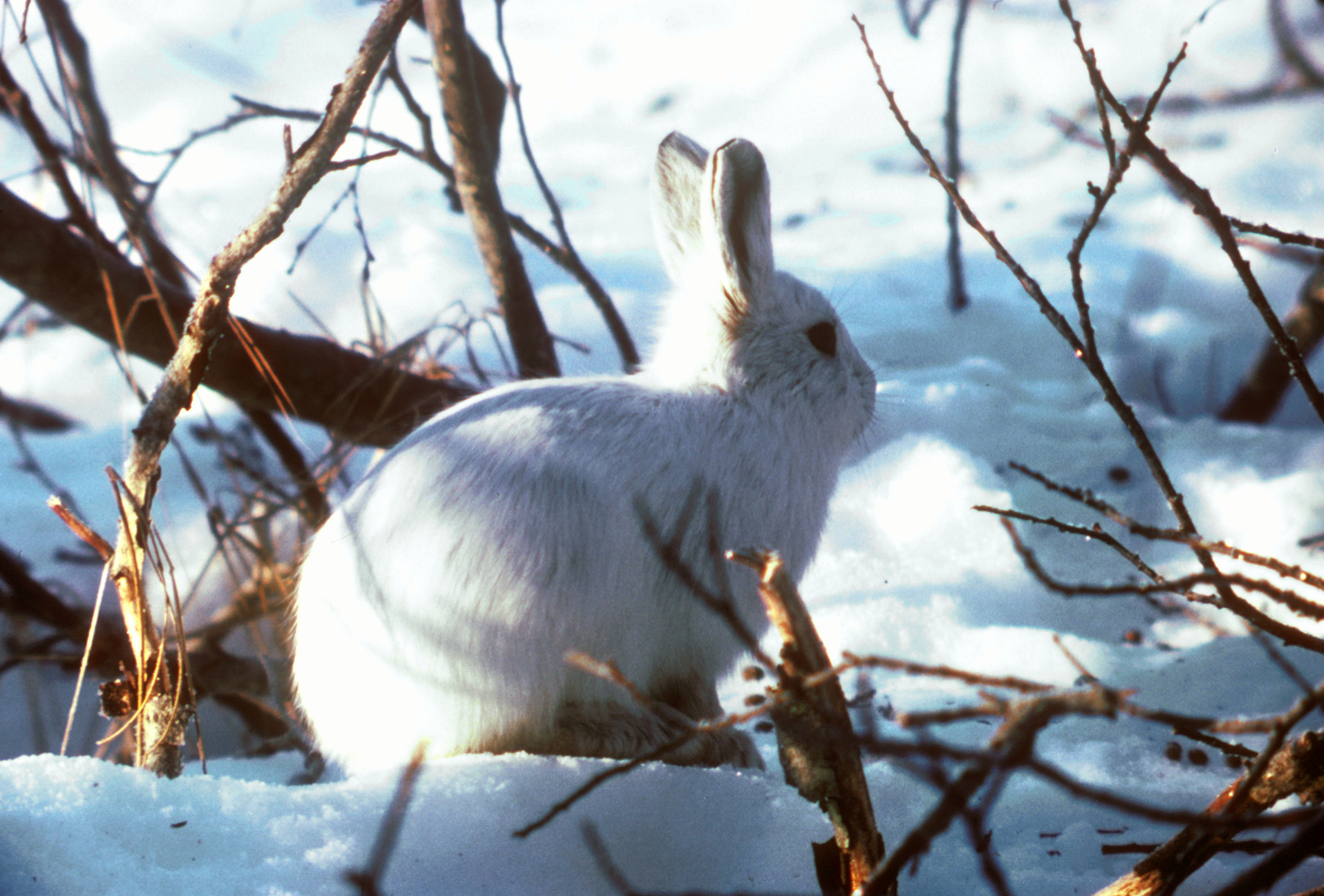
طعمه‌ها سازگاری‌هایی مانند رنگ‌آمیزی پنهان در این خرگوش آلاسکایی دارند که به آنها کمک می‌کند از شکارچیان دوری کنند.

شناسایی طعمه (به انگلیسی: Prey detection)، فرآیندی است که در آن شکارگران می‌توانند طعمه خود را از طریق سیگنال‌های حسی شناسایی و مکان‌یابی کنند. این مقاله به شکار در معنای وسیع آن می‌پردازد، یعنی جایی که یک جاندار زنده، جاندار دیگری را می‌خورد.

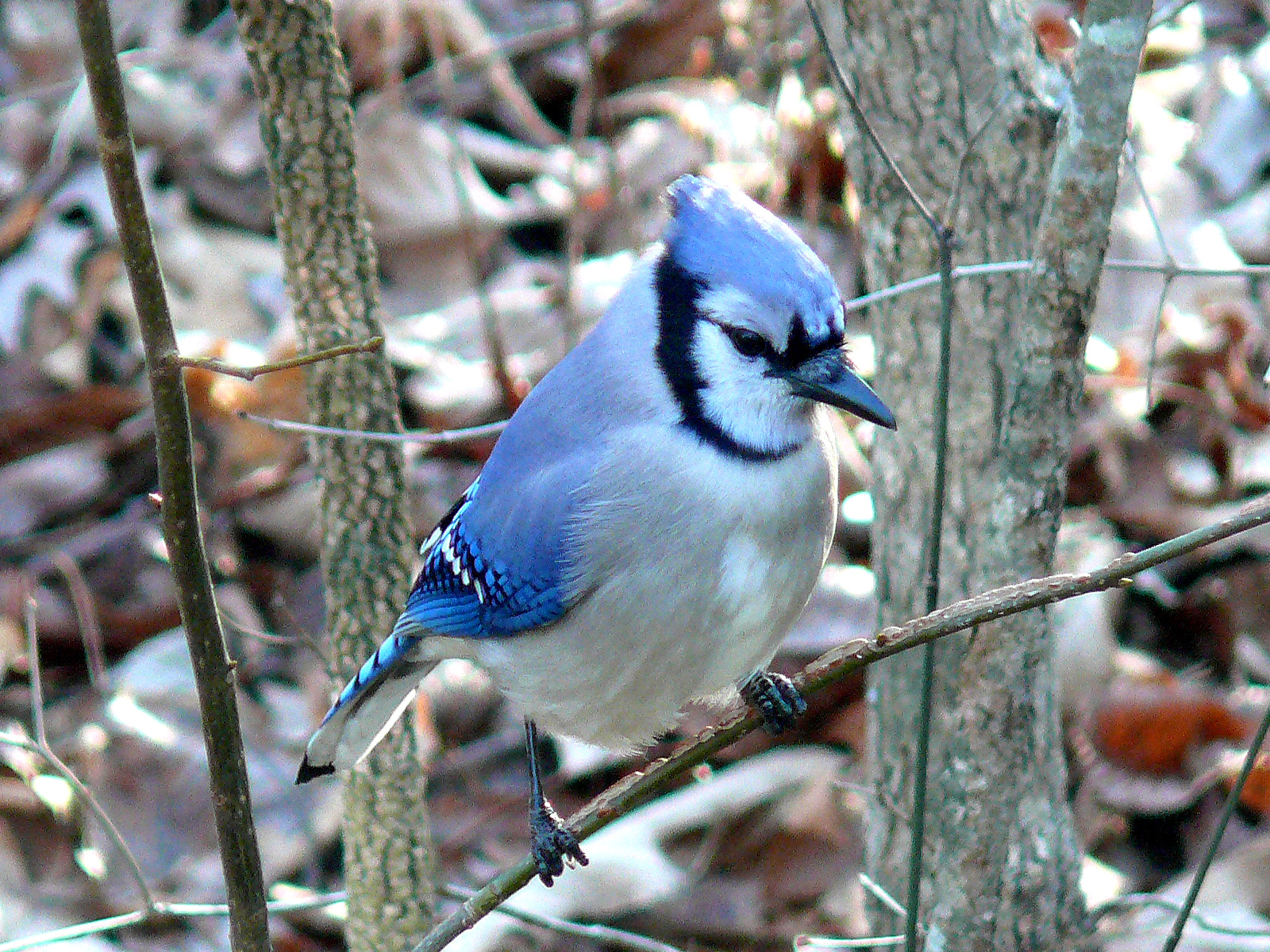
آزمایش‌هایی که روی جیجاق آبی انجام شد نشان می‌دهد که آنها یک جستجوی تصویری برای طعمه خاصی انجام می‌دهند.

## شناسایی طعمه با استفاده از حواس مختلف
روشهای مختلفی برای تشخیص طعمه استفاده می‌شود. سیستم‌های حسی مورد استفاده شامل دستگاه بینایی، دستگاه بویایی، دستگاه شنوایی و دستگاه حسی-پیکری (مانند لمس) می‌باشد. برخی از شکارچیان ممکن است از تمام این حواس برای شناسایی طعمه خود استفاده کنند، در حالی که برخی دیگر ممکن است عمدتاً یا کاملاً به یک مورد وابسته باشند. روش‌های تشخیص را می‌توان به تشخیص مستقیم خود جاندار طعمه و سرنخ‌های غیرمستقیم مانند بوی ادرار آن تقسیم کرد.